# Simaba obovata
Simaba obovata är en bittervedsväxtart som beskrevs av Richard Spruce och Adolf Engler. Simaba obovata ingår i släktet Simaba och familjen bittervedsväxter. Inga underarter finns listade i Catalogue of Life.